# Ердман Дмитро Іванович
Ердман Дмитро Іванович (* 7 квітня 1894, Рига — † 1978, Фрунзе) — український актор, кінорежисер. Заслужений діяч мистецтв Киргизької РСР.

## З життєпису
Народився 7 квітня 1894 р. в Ризі в робітничій родині. В роки громадянської війни перебував у лавах Червоної Армії. Працював завполітосвітою при Київському відділі Наросвіти (1923). Творчу діяльність у кіно розпочав у листопаді 1923 р.
Працював на Українській студії кінохроніки (Харків, 1936—1937, 1939), на Алма-Атинській (1943) та Фрунзенській (по 1950) кіностудіях.

## Фільмографія
Знімався у фільмах:
- «Остап Бандура» (1924, робітник),
- «Укразія» (1925, підпільник),
- «Лісовий звір» (1925, підпільник),
- «Марійка» (1926, Філька),
- «П. К. П.» (1926, Наконечний),
- «Арсенал» (1928)
- «Останній порт» (1934, мічман) та ін.

Поставив на Одеській кіностудії кінокартини:
- «Безпритульні» (1928),
- «Болотяні вогні» (1930, у співавторстві з В. Біязі).

На Одеській кінофабриці зняв просвітницькі стрічки:
- «Суперфосфати» (1930),
- «Зелене коло» (1931),
- «Шкідники» (1931),
- «Силос» (1931),
- «Боротьба із шкідниками в сільському господарстві» (1931).

## Нагороди
Був нагороджений медалями.